# Kognitivní synonymie
Kognitivní synonymie je prostřední typ synonymie, kdy synonyma nejsou úplná a ani nejsou synonymy blízkými (near-synonym či plesionymy). Totožná označení pro kognitivní synonymii jsou: descriptive synonymy, propositional synonymy nebo referential synonymy. Též může být nazvaná jako nekompletní synonymie.

## Dvojí definice
1. Kognitivní synonyma implikují věty s ekvivalentními pravdivostními podmínkami a propozicemi, které vzájemně vyplývají. Jedná se o sémantickou nebo logickou definici synonymie. Uvádějí ji Kempson a Palmer (Murphy, 2003, 150). Palmer popisuje synonymii jako symetrickou hyponymii (Palmer, 1981).
2. Kognitivní synonyma popisuje jako slova se stejným kognitivním významem Lyons (1995:63) a jako slova se stejným smyslem (Cann et al., 2009, 9). Kognitivní synonymie je tedy považována za významový vztah. Tento typ synonymie se navíc zabývá stejností či totožností, nikoli podobností významu. Jedná se o pragmatické nebo kontextově závislé chápání synonymie (Murphy, 2003).

## Příklady
- Anglicky: violin vs fiddle. Fidle je označení houslí někým, kdo není muzikant, označení violin použité někým, kdo má alespoň drobné znalosti o hudbě.[2]
- Anglicky: fade, die, decease, nibble off, kick the bucket všechny značí úmrtí a jejich použití závisí na kontextu.[3]
- Česky: Ta zmrzlina je dobrá. vs Mňam. Oboje vyjadřuje to samé, jsou kognitivně synonymní. První věta podává informaci sémantickými prostředky. Sdělení je podáno prostřednictvím několika významových slov. Tomu se říká propoziční reprezentace. Druhá věta sděluje svůj význam prostřednictvím výrazu, a proto se nazývá expresivní způsob.[3]

Kognitivní synonymie je přísnější a přesnější vymezení synonymie a používá se pro teoretické (např. lingvistické a filozofické) účely.